# Kværndrup Bibliotek
Kværndrup Bibliotek er et folkebibliotek i Faaborg-Midtfyn Kommune. 
Læseforeningen, som blev til Kværndrup Bibliotek, fik lov til at virke uafbrudt i 168 år - indtil Kommunalbestyrelsen i Faaborg-Midtfyn Kommune den 24. marts 2010 besluttede at lukke Kværndrup Bibliotek pr. 1. januar 2011 for at spare kr. 575.000 pr. år.